# Farandulo de Tó
A festa do "farandulo de Tó" é celebrada tradicionalmente no dia 6 de Janeiro em Tó em Mogadouro, integrando-se nos festejos rituais pagãos de celebração do solstício de Inverno.
A festa consiste numa encenação ritualística repetida todos os anos por quatro personagens, o "Farandulo", a "Sécia" e o "Moço". Os jovens que encarnam estas personagens escolhidos de entre os solteiros da aldeia de Tó com meses de antecedência pelo Mordomo da festa (o responsável desse ano pela organização).
Durante a festa, o Farandulo, pintado de preto, tenta enfarruscar e tocar na Sécia enquanto ela é defendida pelo Moço. Além da Sécia, o Farandulo persegue todas as outras mulheres da aldeia para lhes gravar no rosto uma marca enfarruscada feita com graxa ou com cortiça queimada. Para tal entra nas casas das moças solteiras, procurando-as na cama, e rouba bebidas, enchidos e outros petiscos. A encenação dá a volta à aldeia e acaba em frente da igreja, sendo seguida de uma atuação dos gaiteiros e, mais recentemente, de um grupo musical pela noite dentro.